# José Maria Ferreira de Castro
José Maria Ferreira de Castro (* 24. Mai 1898 in Oliveira de Azeméis; † 29. Juni 1974 in Porto) war ein portugiesischer Schriftsteller und Journalist, der einen Teil seiner Jugend in Brasilien verbrachte. Er schrieb vorwiegend über die Lebensbedingungen armer und entrechteter Menschen, die er am eigenen Leibe kennengelernt hatte. Er gilt als Vorläufer des portugiesischen Neorealismus. Mit anderen Beobachtern betont Kindlers Neues Literaturlexikon, de Castros Sprache – in die er häufig die volkstümliche Umgangssprache Brasiliens und Portugals integriere – sei trotz ihrer Poesie „ganz und gar unprätentiös“, trotz „innigster Anteilnahme“ stets gelassen. Sein erfolgreichster Roman die Kautschukzapfer von 1930 wurde in 15 Sprachen übersetzt.

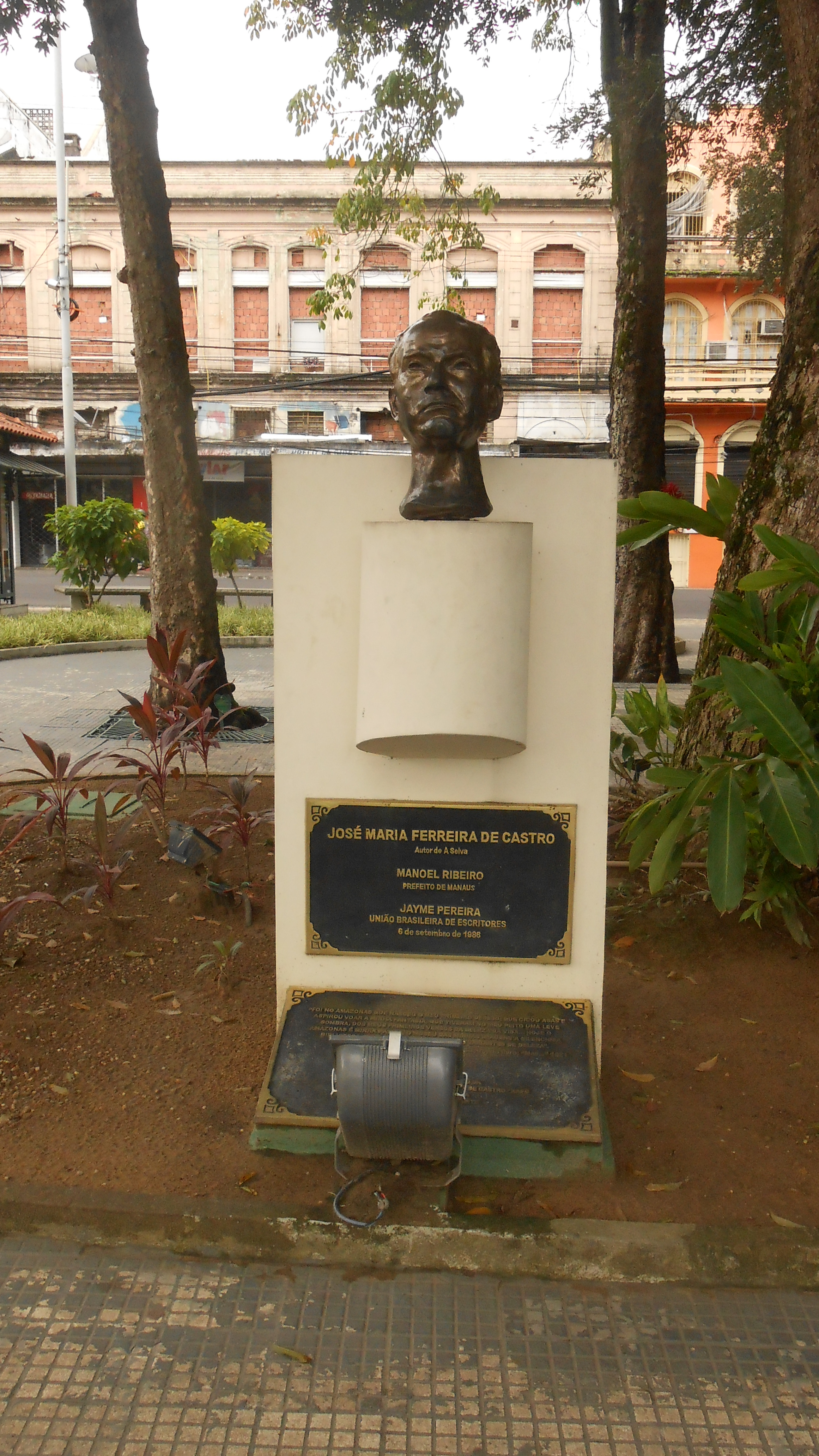
Büste für den Autor von „Die Kautschukzapfer“ in Manaus, im brasilianischen Amazonasgebiet

## Leben
De Castros Jugend ist von Armut geprägt. Der Vater stirbt früh. Mit 12 Jahren kommt der Sohn nach Brasilien (1910). Aber die Hoffnung der vielen damaligen Auswanderer trügt; de Castro hat sich mühselig als Tagelöhner durchs Land beziehungsweise – von 1912 bis 1914 – als Kautschukzapfer durch den Regenwald zu schlagen. Immerhin bringen ihm diese Erfahrungen später einen literarischen Welterfolg ein. Bis 1919 ist er in der nordbrasilianischen Hafenstadt Belém journalistisch tätig. Nach Europa zurückgekehrt, studiert de Castro in Lissabon, wird zunächst Redakteur der Tageszeitung O Século, dann Direktor des Wochenblatts O Diabo. Jetzt kann er öfter Reisen unternehmen. 1926 wird er Präsident des Journalistenverbandes. Der Durchbruch als Erzähler gelingt ihm 1928 mit seinem Roman Die Auswanderer. Bald darauf zählt de Castro zu den bekannten Gegnern Salazars. 1938 heiratet er die Malerin Helen Muriel. 1962 wird er Präsident des Schriftstellerverbandes. De Castro stirbt (1974) nach einem Schlaganfall. In seinem Geburtshaus wird ein Museum eingerichtet.

## Werke
- Criminoso por Ambição, 1916
- Alma Lusitana, 1916
- Rugas Sociais, 1917
- Mas ..., 1921
- Carne Faminta, 1922
- O Êxito Fácil, 1923
- Sangue Negro, 1923
- A Boca da Esfinge, 1924
- A Metamorfose, 1924
- A Morte Redimida, 1925
- Sendas de Lirismo e de Amor, 1925
- A Epopeia do Trabalho, 1926
- A Peregrina do Mundo Novo, 1926
- O Drama da Sombra, 1926
- A Casa dos Móveis Dourados, 1926
- O voo nas Trevas, 1927
- Emigrantes, Roman, 1928, deutsch Auswanderer, Wien 1953
- A Selva, Roman, 1930, deutsch Die Kautschukzapfer, Hamburg 1933, Düsseldorf 1953
- Eternidade, 1933
- Terra Fria, Roman, 1934, deutsch Karge Erde, Bremen 1955, Frankfurt/Main 1955
- Sim, uma Dúvida Basta, 1936, erschienen 1994
- O Intervalo, 1936, erschienen 1974
- Pequenos Mundos, Velhas Civilizações, 1937
- A Volta ao Mundo, 1940
- A Tempestade, 1940
- A Lã e a Neve, Roman, 1947, deutsch Wolle und Schnee, Bremen 1954
- A Curva na Estrada, 1950
- A Missão, 1954
- As Maravilhas Artísticas do Mundo, Band I, 1959
- As Maravilhas Artísticas do Mundo, Band II, 1963
- O Instinto Supremo, 1968
- Os Fragmentos, 1974